# Точильщики опушённые
Точильщики опушённые (лат. Ptilinus) — род жесткокрылых насекомых семейства точильщиков.

## Описание
Жуки с продолговато-цилиндрическим телом длиной от 3 до 6 мм. Усики состоят из 11 члеников. У самок они пиловидные, у самцов гребенчатые. Передние голени простые. Плечевые уголки надкрыльев хорошо развиты. Личинки развиваются в древесине лиственных деревьев.

## Систематика
В составе рода:
- Ptilinus acuminatus Casey, 1898
- Ptilinus basalis LeConte, 1858
- Ptilinus flavipennis Casey, 1898
- Ptilinus fuscus Geoffroy, 1785typus
- Ptilinus lobatus Casey, 1898
- Ptilinus pectinicornis (Linnaeus, 1758)
- Ptilinus pruinosus Casey, 1898
- Ptilinus ramicornis Casey, 1898
- Ptilinus ruficornis Say, 1823
- Ptilinus thoracicus (Randall, 1838)